# 索洛斯·奇利马
（1973年2月12日—2024年6月10日）是马拉维经济学家和政治家，2014年—2019年、2020年—2024年间两度担任马拉维副总统，亦曾在马拉维内阁中担任过经济规划与发展部长、公务员部长和公共事务与灾难管理部长。从政前，奇利马曾在联合利华、可口可乐和马拉维电信等跨国企业工作，是马拉维电信首位本国出身的总经理。
2024年6月10日，一架载有奇利马及其他9名乘客的飞机自首都利隆圭起飞，其后坠毁于姆津巴縣的奇坎加瓦森林保护区。翌日，奇利马等人的遗体在飞机残骸中被发现，并被宣告死亡。

## 生平

### 早年
1973年2月12日，奇利马出生于他母亲的家乡恩切乌，他的父亲来自首都利隆圭。奇利马成长于他父母的工作地点布兰太尔，寒暑假期间则会到利隆圭或恩切乌，住在祖父母或外祖父母家中。1994年，奇利马毕业于马拉维大学，取得社会科学学位。工作几年后，他回到母校攻读知识管理硕士学位，并于2006年毕业。2015年8月10日，奇利马在英国博爾頓大學获得知识管理博士学位。

### 商业生涯
奇利马毕业后，进入利华兄弟（马拉维）有限公司（Lever Brothers (Mw) Limited，现已并入联合利华）工作，后先后于马拉维租赁和金融公司（the Leasing and Finance Company of Malawi）和南方瓶装有限公司（Southern Bottlers Limited，现为，马拉维卡斯特尔公司）工作。他投身政治前的最后一份工作是进入马拉维电信（总公司为巴帝电信）工作，因其优秀的业务能力和业绩而成为该公司首任当地出身的总经理。

### 政治生涯
2014年，奇利马以民主进步党副总统候选人的身份参加了当年的大选，并与总统候选人彼得·穆塔里卡一同成功当选。他在任内同时担任了多个部门的部长。2018年，奇利马离开民进党并自建政党联合转型运动，该党曾试图与部分小党派组成政党联盟参加2019年馬拉維大選，但联盟因无法选出统一的候选人而宣告破裂。奇利马的政党在2019年大选中取得全国第三的成绩，在国民议会内取得4个席位，但翌年选举结果被取消，奇利马成为总统候选人拉扎勒斯·查克维拉的搭档，参加2020年馬拉維總統選舉，并成功当选。
2022年6月22日，奇利马因卷入涉嫌贪污1.5亿美元资金的丑闻而被暂停副总统职权，同年11月，他又被指控收受英国商人28万美元的贿赂，但奇利马否认这些指控。2024年，检察官提出驳回此案的动议，对奇利马的腐败指控被撤销。然而，在他职权恢复约一个月后，他乘坐马拉维国防军的多尼爾228型飞机自利隆圭赴姆祖祖参加前官员拉尔夫·卡桑巴拉的葬礼，飞机在奇坎加瓦森林保护区失联，翌日确认飞机失事坠毁，奇利马在空难中去世。与他一同乘机的还有前马拉维第一夫人帕特里夏·沙尼尔·穆卢齐等8人。

## 个人生活
奇利马是天主教徒。他的父亲是利隆圭人亨德森·布朗·奇利马（Henderson Brown Chilima），母亲是恩切乌人伊丽莎白·弗朗西斯·奇利马（Elizabeth Frances Chilima）。他的妻子是玛丽·奇利马（Mary Chilima），他们育有两子肖恩（Sean）和伊丽莎白（Elizabeth）。